# Mas del Grioles
El Mas del Grioles és una masia de Cervera (Segarra) protegida com a Bé Cultural d'Interès Local.

## Descripció
Conjunt d'edificacions de planta baixa i planta sota coberta a doble vessant, amb aparell de pedra calerenca. Actualment es estat ruïnós. Prop del mas hi ha una bassa de pedra per abeurar el bestiar.